# Arxiu cinematogràfic
Un arxiu de cinema, filmoteca, cinemateca, arxiu cinematogràfic és, segons la Fédération Internationale des Archives du Film una institució autònoma, sense finalitat lucrativa, amb vocació pública i de caràcter nacional, que té com a principal objectiu la col·lecció, la conservació i la catalogació de les obres cinematogràfiques i de qualsevol documentació que es refereixi a elles. Es considera que els arxius cinematogràfics han de donar prioritat a la producció nacional, a la salvaguarda i conservació d'aquest patrimoni, i a la seva difusió.

## Història

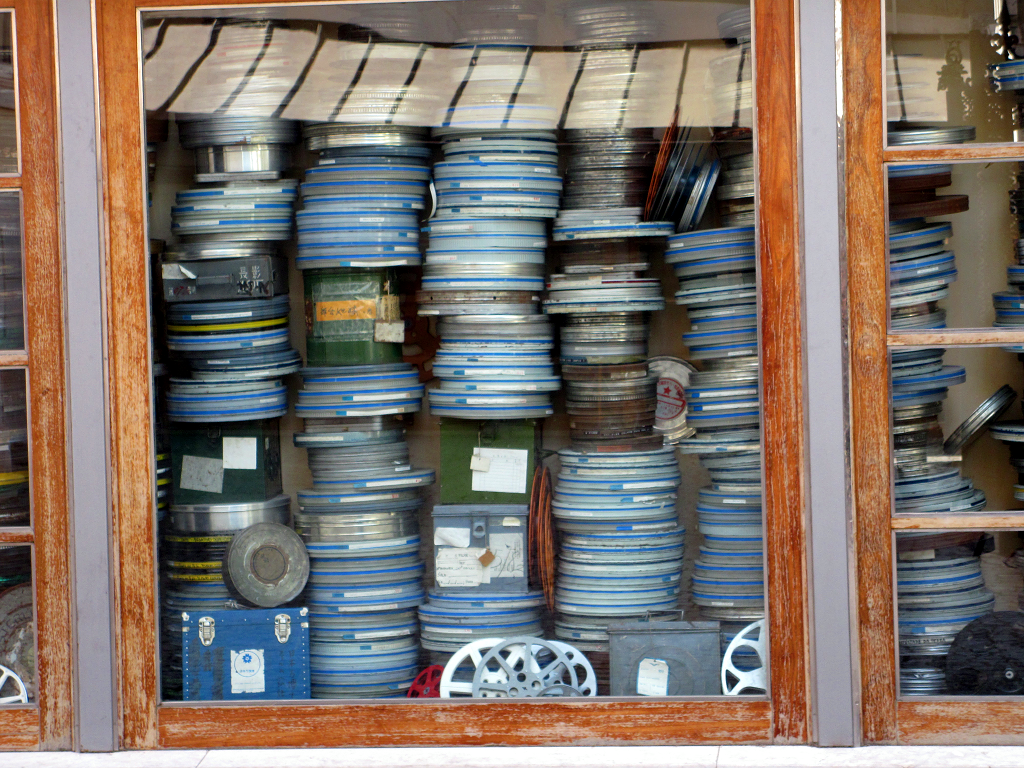
Bobines de pel·lícula del fons de la Cinemateca Portuguesa

Als anys trenta varen néixer els primers arxius de cinema. El primer va aparèixer a Estocolm, en 1933, el van seguir el de Berlín (1934), Londres, Milà i Nova York (1935), a França la Cinémathèque Française en 1936 i a Brussel·les la Cinémathèque de Belgique en 1938. En aquest mateix any, es va fundar a França la Fédération International des Archives du Film (FIAF) amb el propòsit d'aglutinar esforços per a la preservació del patrimoni cinematogràfic. En el seu llançament, la FIAF consistia en només quatre membres, avui en dia, inclou més de 120 organismes afiliats de més de 60 països.
Fins a la Segona Guerra Mundial, la tendència entre els arxius va ser l'ampliació de les col·leccions i la salvaguarda de pel·lícules. Malauradament la guerra va aïllar Europa del món durant quatre anys, i la FIAF es va dividir en dos parts, la de Nova York i la de Londres. Durant aquest període només es va crear el 1943 l'Archives suisses du Film.
A partir de 1946, gràcies a la nova conjuntura internacional, es produí una nova expansió de les estructures d'arxiu i una revitalització de la FIAF, que va promoure xarxes entre els arxius, a més d'oferir ajuda i assessorament, organització de congressos, cursos i publicacions. En aquest moment i durant els anys cinquanta, es va fixar la idea de la identitat cultural d'aquests arxius.
A la dècada de 1960 va aparèixer una nova generació d'arxivers amb una concepció que defenia el vincle vital entre els arxius cinematogràfics i la historiografia. Les discussions llavors se centraven en les dificultats entre servir un propòsit públic i la preservació dels fons d'arxiu sent una característica clau en el treball diari dels arxius cinematogràfics d'avui.
A partir dels 70 es van resoldre aquests conflictes, trobant un equilibri entre les responsabilitats encara molt variades dels arxius. En les dècades posteriors i fins a l'actualitat, va començar una ràpida expansió i consolidació de l'activitat arxivística cinematogràfica, la quantitat d'arxius va anar augmentant i es va desenvolupar una forta especialització entre ells.

## Principals arxius de cinema de caràcter internacional
Entre els arxius de cinema públics i de caràcter estatal destaquen: 
- Cinémathèque Française de París, primera a aparèixer, fundada el 1936 per Georges Franju i Henri Langlois.
- Cinémathèque Française a Tolosa de Llenguadoc.
- Cinémathèque Royale de Belgique a Brussel·les.
- Cinémathèque Suisse a Lausana.
- Danske Filmmuseum a Copenhaguen.
- Film Archive del British Film Institute a Londres[4]
- Cineteca Nazionale del Centro Sperimentale de Cinematografia a Roma.
- Ceskoslovenska Filmardriv de Praga
- Gosfilmfond a Moscou
- Deutsches Filmarchiv a Berlín.
- Cinemateca Argentina de Buenos Aires

Entre els arxius privats destaquen els següents:
- Museum of Modern Art Film Library, unida al George Eastman House a Nova York
- Cineteca Italiana a Milà
- Museo Nazionale del Cinema a Torí.

## Arxius de cinema a Espanya
A Espanya el tema de la preservació del Patrimoni Audiovisual va tenir una entrada més tardana que la resta de països pioners i va arribar de la mà de la Filmoteca Nacional, actualment anomenada Filmoteca Española. Aquest arxiu va néixer el 22 de març de 1953 en un marc de decisió estatal i en 1956 es va incorporar a la FIAF. El Reial Decret 7/1997 del 10 de gener li ha reconegut les seves funcions i ha aprovat el projecte de creació de la futura seu del Centre de Conservació i restauració de la Filmoteca Espanyola.
Amb la creació dels Governs autonòmics van anar apareixent de forma gradual diverses filmoteques. Per ordre d'aparició hi ha la Filmoteca Vasca/Euskadiko Filmotegia (1978), la Filmoteca de Zaragoza (1981), la Filmoteca de Catalunya (1982), la Filmoteca Canaria (1984), la Filmoteca de Murcia (1984), la Filmoteca Valenciana (1985), la Filmoteca de Andalucía (1989), el (CGAI) Centre Galego de Artes da Imaxe (1991), Filmoteca de Castilla y León (1991), la Filmoteca Asturiana (1996), la Filmoteca de Cantabria (2001) i finalment la Filmoteca d'Extremadura (2003). La naturalesa d'aquestes, tot i que coincideix en la preservació del patrimoni audiovisual, difereix en detalls d'ordre jurídic, ja que algunes com per exemple la Filmoteca de Zaragoza no són en espècies sinó provincial o altres com la Filmoteca Vasca van tenir el seu origen en una associació privada.

## Filmoteca de Catalunya
La Filmoteca de Catalunya es va crear el 1982 arran del traspàs de la delegació de la Filmoteca Espanyola radicada a Barcelona al Govern català. No té una seu única des de la seva fundació, actualment, trobem al cinema Aquitània, a l'avinguda de Sarrià, la sala de projecció, les oficines estan al Portal de Santa Madrona, i l'arxiu fílmic, a l'edifici de La Campana, a la Gran Via.
Les seves funcions són:
- Recuperar, conservar, preservar, restaurar i catalogar el patrimoni cinematogràfic de Catalunya.
- Difondre el patrimoni cinematogràfic i fomentar el coneixement de la cultura cinematogràfica en general.

Es compon de:
- Arxiu: les seves funcions són recuperar, preservar, catalogar i restaurar les pel·lícules que constitueixen el fons fílmic.
- Difusió: les seves funcions són programar la sala de projeccions de Barcelona, organitzar taules rodones, cursos, seminaris i altres activitats pedagògiques, i l'edició de llibres i publicacions.
- Documentació: les seves funcions són preservar, catalogar i, eventualment, restaurar el fons documental que la Filmoteca gestiona a través de la Biblioteca de Cinema.

## Filmoteca Valenciana
La Filmoteca Valenciana creada en 1985, va integrar-se dins l'Institut Valencià de Cinematografia el 1998 arran de la llei 5/1998, del 18 de juny.